# Struktør
Struktør er betegnelsen for en samlet uddannelse for anlægstruktører, bygningsstruktører og Brolæggere.  I gamle dage kaldet jord- og betonarbejder

## Anlægstruktør
(Arbejder i pvc, beton, asfalt, jord, sand og stål.) 
En Anlægstruktør forbereder byggepladsen til de øvrige håndværkere, ved brug af gravemaskiner, gummigede, dumpere, tromler og andre entreprenørmaskiner gør de jorden klar. De er specialiseret i at lægge kloak, dræn, fliser og asfalt. De støber ofte soklen/fundamentet til husene. De kan videreuddanne sig til bl.a. Kloakmester og Bygningskonstruktør.

## Bygningsstruktør
En bygningsstruktør arbejder i træ, jern og beton, og støber råhusene i beton, samler forskallinger i træ, bygger armerings-konstruktioner i jern og støber dem i betonen.
De kan bl.a. videreuddanne sig til Bygningskonstruktør.

## Brolægger
En brolægger arbejder primært i granit og natursten, men sommetider med betonfliser.
En brolægger lægger fliser og sten i jorden. De lægger sammen med anlægstruktører og anlægsgartnere fortove, pladser, terrasser og stier.
De sætter brosten, chausse sten, kantsten og betonfliser.  De kan bl.a. videreuddanne sig til bygningskonstruktør.